# Арисага, Франсиско
Франсиско Арисага Луке (исп. Francisco Arízaga Luque; 6 февраля 1900, Лима — 22 октября 1964, Гуаякиль) — эквадорский поэт, писатель

, политик, дипломат, член Первого Временного правительства, президент Эквадора (14 июля 1925 — 10 января 1926).

## Биография
Сын юриста, поэта, прогрессивного журналиста. В 1905 потерял отца и вынужден был работать с раннего возраста. С 1918 года изучал право в Университете Гуаякиля. Активист, в том же году был избран президентом «la Asociación Escuela de Derecho» . В качестве делегата присутствовал на III Международном конгрессе студентов.
В течение шести лет занимался адвокатской практикой.
В студенческие годы дебютировал как поэт-модернист. Сотрудничал с рядом газет. С 1922 писал под псевдонимом Макс Смейр.
Переводил с французского и английского языков, в частности, произведения Уолта Уитмена.
Работал помощником известного политолога Ромуло Кордеро. После свержения президента Гонсало Кордова в июле 1925 года вошёл в состав первого Временного правительства Эквадора. Был министром образования и иностранных дел.
С 14 июля 1925 по 10 января 1926 года исполнял обязанности президента Эквадора. Проявил себя, как неутомимый защитник свободы и борец за демократию.
Впоследствии присоединился к Национальной лиге обороны. В 1943 основал политическую партию эквадорский «Демократический альянс» (ДА). После подписания протокола с правительством  Арройо-дель-Рио, выступил с критикой правительства, называя его «величайшим позором страны». Подвергался гонениям полиции, в течение четырех месяцев был заблокирован в своём кабинете, под охраной пяти охранников.
Позже служил послом Эквадора в Венесуэле и представителем в Организации Объединенных Наций во время правления Камило Понсе Энрикеса.
Трижды выдвигался кандидатом в президенты, но отказался предложений.